# Sarah Felberbaum
Sarah Felberbaum (Londres, 20 de marzo de 1980) es una modelo, presentadora de televisión y actriz italiana de origen anglo-estadounidense.

## Biografía
Nació en Londres de madre inglesa y padre estadounidense. Su familia se mudó a Italia cuando ella tenía un año de edad.
A los 15 años de edad comenzó a trabajar como modelo. Posteriormente, participó a varias campañas publicitarias, que incluyen una serie de comerciales con el actor Sergio Castellitto. Entre 1999 y 2005 apareció en videoclip de grupos como Zero Assoluto y Nek. En 2000 hizo su debut como conductora del programa "Top of the Pops", transmitido por Rai 2. El año siguiente apareció en el sit-com "Via Zanardi, 33" transmitida por Italia 1. En 2002 debutó en Rai 1 como conductora del programa "Unomattina Estate".
En los años siguientes condujo varios programas de televisión y participó a numerosos seriales y películas, algunos de mucho éxito como "Maschi contro femmine", "Il gioiellino", "El joven Montalbano" y "Medici: Masters of Florence, con Richard Madden y Dustin Hoffman.

### Vida privada
El 26 de diciembre de 2015 se casó en Maldivas con el futbolista Daniele De Rossi, su pareja desde 2011. La pareja tuvo dos hijos, Olivia Rose, nacida en 2014, y Noah, nacido en 2016.